# 프리덤 하우스
프리덤 하우스(Freedom House)는 1941년 당시 미국 대통령 프랭클린 루스벨트의 후원 하에 설립된 워싱턴 D.C.에 위치한 비정부 기구로, 민주주의, 정치적 자유, 인권을 위한 활동을 하고 있다. 다만 지금은 친공화당 단체로 분류되기도 한다.
설립 당시에는 미국의 제2차 세계대전 참전을 고무하고, 파시즘 등 전체주의에 맞서 "자유민주주의를 수호한다"는 가치를 내걸었으며, 전후에는 "옛 소련과 동유럽 등 또 다른 전체주의에 맞서는 것"을 표방했다.
1950년대 초에 미국을 휩쓴 매카시즘에 반대하고 미국내 인종차별 반대 운동을 지원하면서 마틴 루터 킹 주니어가 수석고문을 지내기도 했다. 1970년대부터 저개발 국가의 독재정권에 대한 비판을 하면서 <세계의 자유>라는 제목의 보고서를 발행하기 시작했다.
1980년부터 세계 각국의 언론 자유도를 수치화하여 발표하고 있으며 2000년 이후에는 매년 "온라인에서 개인의 의사를 얼마나 자유롭게 표현할 수 있는지"를 평가한 인터넷 자유도 조사 결과를 발표하고 있다.
2019년 국가별 인터넷 자유도 보고서에서 100점 만점에 95점을 획득한 아이슬란드가 1위를 기록했으며, 94점을 받은 에스토니아와 87점을 받은 캐나다를 각각 2위, 3위로 평가하였다. 한국은 "인터넷 접근성은 뛰어나나, 여성이 인터넷에서 성별로 인한 차별과 괴롭힘에 노출돼 있고 안보상의 이유 등으로 차단되거나 삭제된 웹 페이지가 전년보다 3배 가까이 늘었다"면서 사용자 권리 침해 부분을 낮게 평가해 총 64점으로 평가하여 전체 65개국 중에서 2018년보다 1계단 상승한 19위 ‘부분적 자유국’(Partly Free)으로 평가하였다. 이는 나이지리아, 앙골라, 튀니지, 브라질 등과 함께 공동 19위다.

## 같이 보기
- 세계 자유 지수
- 언론 자유 지수
  - 국경없는 기자회